# Eli Herodià
Eli Herodià (en llatí Elius Herodianus, en grec Αἴλιος Ἡρωδιανός) va ser un dels més famosos escriptors i gramàtics de l'antiguitat, fill d'Apol·loni Díscol. Va néixer a Alexandria d'on es va traslladar a Roma, on va obtenir el favor de Marc Aureli, a qui va dedicar la seva obra sobre prosòdia. No se'n coneixen més detalls biogràfics.

## Obra
Les seves obres, amb certs dubtes sobre si alguna és la mateixa o una part d'una de les altres, són:
- Περὶ Ὀρθολραφίας (Sobre ortografia) en tres llibres, tractant de ποσότης, ποιότης, i σύνταξις.
- Περὶ Σύνταξης Στοιχείων. (Sobre la sintaxi d'elements)
- Περὶ Παθῶν (Sobre els fenòmens gramaticals)
- Συμπόσιον (Simposion)
- Περὶ Γάμου καὶ Συμβιώσεως (El matrimoni i la cohabitació)
- Προτάσεις (Suggeriments)
- Ὀνοματικά (Onomàstica)
- Ἐπιμερισμοί (Anàlisi)
- Ἡ και Ὅλου, or Καθολικὴ Προσῳδία (també Μελάλη Προσῳδία), en 20 llibres (Sobre la prosòdia general)
- Περὶ Μονήρους Λέξεως (En la paraula solitària)
- Περὶ Διχρόνων (Sobre les vocals curtes i llargues)

Els set primers no es conserven. D'altres se'n conserven fragments: 
- Περὶ τῶν ἀριθμῶν (Sobre els numerals)
- Παρεκβολαὶ τού μεγαλου ρήματος (Comentaris sobre els verbs)
- Παραλωλαὶ δυσκλίτων ρημάτων (Sobre els verbs difícils)
- Περὶ Ἐλκλινομένων καὶ Ἐγκλιτικᾶν καὶ Συνεγκλιτικῶν Μορίων (Sobre les paraules enclítiques)
- Ζητούμενα κατὰ Κλίσιν παντὸς τῶν τοῦ Λόγου Μερῶν (Qüestions sobre les diferents parts d'un discurs)
- Περὶ Παραγωγῶν Γενικῶν ἀπὸ Διαλεκτῶν, i Περὶ Κλίσεως Ὀνομάτων (Sobre els derivats genitius per dialecte i Sobre la forma dels noms propis)
- Dos fragments de Περὶ Βαρβαρισμοῦ καὶ Σολοικισμοῦ (Sobre els barbarismes i els solecismes)
- Ἐκ τῶν Ἡρωδιανοῦ (A partir d'Herodià)
- Φιλέταιρος (Glossari)
- Περὶ Σχημάτων (Sobre els esquemes, les figures d'estil)
- Περὶ τῆς Λέξεως τῶν Στίχων (Sobre les veritats del discurs)
- Κανόνες περὶ Συλλαβῶν Ἐκτάσεως καὶ Συστολῆς διαλαμβάνοντες (Regulacions sobre l'ordenació de les síl·labes i el repartiment de les contraccions)
- Περὶ Αὐθυποτακτῶν καὶ Ἀνθυποτακτῶν (Sobre la utilització dels radicals dels verbs)